# دالن
دالن (به فرانسوی: Dalhain) یک کمون در فرانسه است که در Canton of Château-Salins واقع شده‌است.

## خصوصیات
دالن ۴٫۸۳ کیلومترمربع مساحت و ۱۰۹ نفر جمعیت دارد و ۲۴۰ متر بالاتر از سطح دریا واقع شده‌است.